# Wu San-lien
Wu San-lien (en chino: 吳三連; translit: Wúsānlián; n. Tainan, 15 de noviembre de 1899 - Taipéi, 29 de diciembre de 1988) fue un periodista y político taiwanés que fungió como Alcalde de la ciudad de Taipéi entre 1950 y 1954, siendo el primer alcalde en llegar al poder por medio de elecciones directas.

## Carrera
Miembro del Partido Socialista Democrático de China (CSDP), Wu fue designado alcalde y posteriormente se presentó como candidato independiente en las primeras elecciones municipales tras la derrota del Kuomintang en la guerra civil y el traslado del régimen a Taiwán, en 1951. No pudo ser legalmente candidato del CSDP debido a que el gobierno de Chiang Kai-shek había prohibido los partidos opositores hasta que se recuperara el control del continente. A pesar del monopolio político del Kuomintang, Wu derrotó con facilidad a todos sus oponentes (cinco independientes e incluso un candidato del Kuomintang) con el 65.61% de los votos, siendo hasta la actualidad la mayor victoria obtenida por un alcalde de Taipéi.
Decidió no presentarse a la reelección en 1954, siendo sucedido por Henry Kao Yu-shu, candidato también apoyado por el CSDP. Entre los motivos para desistir de una segunda candidatura citó su fatiga mental y física, además de la posibilidad de que el régimen nacionalista intentara orquestar un fraude electoral en su contra si se presentaba.